# زاحق (حديبو)

تعديل مصدري - تعديل

زاحق هي إحدى قرى مديرية حديبو التابعة لمحافظة سقطرى، بلغ تعداد سكانها 337 نسمة حسب تعداد اليمن لعام 2004.